# ارمودآقاچی
ارمودآقاجی یک روستا در ایران است که در دهستان سنگر (فاروج) واقع شده‌است. این روستا تا سال ۱۳۳۹ یکی از روستاهای  بخش بام و صفی آباد شهرستان سبزوار بوده است. مطابق سرشماری عمومی نفوس و مسکن در سال ۱۳۸۵،این روستا ۲۸۹ نفر جمعیت دارد.